# Американская ассоциация звукозаписывающих компаний
Америка́нская ассоциа́ция звукозапи́сывающих компа́ний (англ. Recording Industry Association of America, RIAA) — ассоциация, представляющая интересы звукозаписывающей индустрии США.

## История
RIAA была сформирована в 1952. Её первым практическим достижением было утверждение стандартной схемы частотных предыскажений грамзаписи, ставшей известной как «кривая RIAA» или «коррекция RIAA».
RIAA продолжила принимать участие в создании и поддержке технических стандартов звукозаписи и звуковоспроизведения, таких как магнитная лента, магнитофонная кассета, DAT, компакт-диск, программные технологии записи звука.
RIAA также управляет лицензированием и авторскими вознаграждениями в области музыки.
RIAA отвечает за так называемую сертификацию RIAA альбомов и синглов в США, которая заключается в присвоении им статусов золотой, платиновый (и нескольких других менее известных).

## Судебные иски
В 2008 году RIAA начала предъявлять обвинения «в пиратстве» обыкновенным пользователям сети. Например, один из исков RIAA — это иск против матери-одиночки Тани Андерсен, которая якобы скачивала из сети KaZaA гангста-рэп. К 66-летней скульпторше Саре Сибери Уард из Массачусетса, «противозаконно предоставившей другим пользователям p2p-сети более двух тысяч музыкальных композиций». В декабре 2008 года RIAA отсудила 8 тысяч долларов у девушки-подростка, больной панкреатитом, «выложившей в онлайн 10 песен и тем самым нарушившей права правообладателей».

## Критика
В конце 2000-х роль RIAA стала достаточно неоднозначно оцениваться общественным мнением. Это было связано с активным противодействием, которое она оказывала развитию файлообменных сетей и других технологий распространения музыки. Критики RIAA указывали на то, что она защищает интересы только больших звукозаписывающих компаний, а не артистов или потребителей.